# Sitja del Repetidor de Montcabrer
La Sitja del Repetidor de Montcabrer es troba al Parc de la Serralada Litoral, concretament a Cabrera de Mar (el Maresme).

## Descripció
És, probablement, una sitja de l'època ibèrica excavada al sauló, la qual fa aproximadament 1,70 x 1,50 x 1,30 metres. Ha estat espoliada per furtius que la van deixar completament buida, cosa que fa impossible datar-la amb precisió. Als voltants es troben petits fragments de materials ibèrics i romans. Tenint en compte els jaciments ibers que hi ha a prop (punt de guaita al Turó de l'Infern i Santuari de la Cova de les Encantades) podem suposar-la ibèrica.
Tot i això, hi ha arqueòlegs que dubten que es tracti d'una autèntica sitja, ja que aquestes solen tindre la boca molt més estreta que la cambra. No hi ha dades d'intervencions, excepte la constància de l'excavació clandestina que la va buidar. La sitja no ofereix cap atractiu especial, però és un dels atractius del Turó de Montcabrer.

## Accés
És ubicada a Cabrera de Mar: cal anar cap al turó de Montcabrer des de la Surera de Burriac o des de la Font Picant de Cabrera. Passat el trencall al Turó de l'Infern, entrem en una pista ampla que seguim fins a arribar a un tram de pujada just abans de les antenes. Localitzem una torre elèctrica de formigó a la dreta i unes petites roques a l'esquerra. En aquest punt entrem 40 metres dins del bosc en direcció nord i, entre dos pins, trobarem la sitja just quan el terreny comença a baixar. Coordenades: x=448667 y=4597537 z=315.